# Secrets de champions
Secrets de champions (Greatness Code en version originale) est une série télévisée documentaire de courte durée sur le sport réalisée par Gotham Chopra. La diffusion de la série a commencé le 10 juillet 2020 sur Apple TV+.

## Synopsis
La série présente des histoires inédites sur des moments déterminants dans la carrière d'athlètes professionnels.

## Production
Le 20 mai 2020, Apple TV+ a annoncé Secrets de champions, coproduit par Religion of Sports et Uninterrupted, sous la direction de Gotham Chopra. La première saison composée de sept épisodes est sortie le 10 juillet suivant. 
En avril 2022, Apple TV+ annonce officiellement la seconde saison, celle-ci sort le 13 mai suivant, également en intégralité. 

## Épisodes
Le titre de chaque épisode est le nom de l'invité de l'épisode.

### Saison 1 (2020)
La saison 1 est composé de 7 épisodes tous sortis le 10 juillet 2020.
1. LeBron James
2. Tom Bardy
3. Alex Morgan
4. Usain Bolt
5. Shaun White
6. Katie Ledecky
7. Kelly Salter

### Saison 2 (2022)
La seconde saison est composée de 6 épisodes sortis le 13 mai 2022.
1. Marcus Rashford
2. Russell Wilson
3. Leticia Bufoni
4. Scout Bassett
5. Bubba Wallace
6. Lindsey Vonn